# Parti de l'environnement Les Verts
Le Parti de l’environnement-Les Verts (en suédois : Miljöpartiet de Gröna, MP) est un parti politique suédois écologiste.

## Histoire
Le Parti de l’environnement a été fondé en 1981 dans le sillage du mouvement contre l’énergie nucléaire organisé à l'occasion du référendum de 1980. Le parti a gagné ses premiers sièges au Riksdag, l'unique chambre du Parlement suédois, lors des élections législatives de 1988, avant néanmoins de perdre cette représentation lors des élections de 1991. Depuis les élections de 1994, le parti a été représenté sans interruption au Parlement. Cette année-là marque également l'entrée du parti dans la politique gouvernementale, le parti soutenant au Parlement le gouvernement du social-démocrate Ingvar Carlsson, sans toutefois en être membre.
Lors des premières élections européennes à s'être tenues dans le pays, le Parti de l'environnement, opposé à l'adhésion de la Suède à l'Union européenne a rassemblé plus de 17 % des suffrages exprimés, se plaçant en troisième position et envoyant quatre députés européens à Bruxelles. À la suite des élections générales de 1998, les Verts ont apporté leur soutien au gouvernement social-démocrate de Göran Persson, geste répété en 2002, malgré le refus des sociaux-démocrates de leurs octroyer des postes de ministres.
Lors des élections législatives du 17 septembre 2006 le parti a rassemblé 5,2 % des suffrages exprimés, enregistrant une petite progression par rapport au scrutin de 2002 (4,6 % et 17 sièges). Toutefois cela n'a pas permis d’éviter la défaite de la gauche parlementaire du fait de l’important déclin du Parti social-démocrate et du Parti de gauche et face à la victoire de l'Alliance. 
Le 7 décembre 2008, les Verts et leurs deux partenaires politiques de l'opposition au gouvernement Reinfeldt, ont formé leur propre coalition, baptisée « les Rouges-verts », en vue des élections générales de 2010.
À la suite des élections générales de 2014, le parti fait pour la première fois son entrée au gouvernement la législature 2014-2018. Il perd alors la moitié de ses membres.

## Idéologie

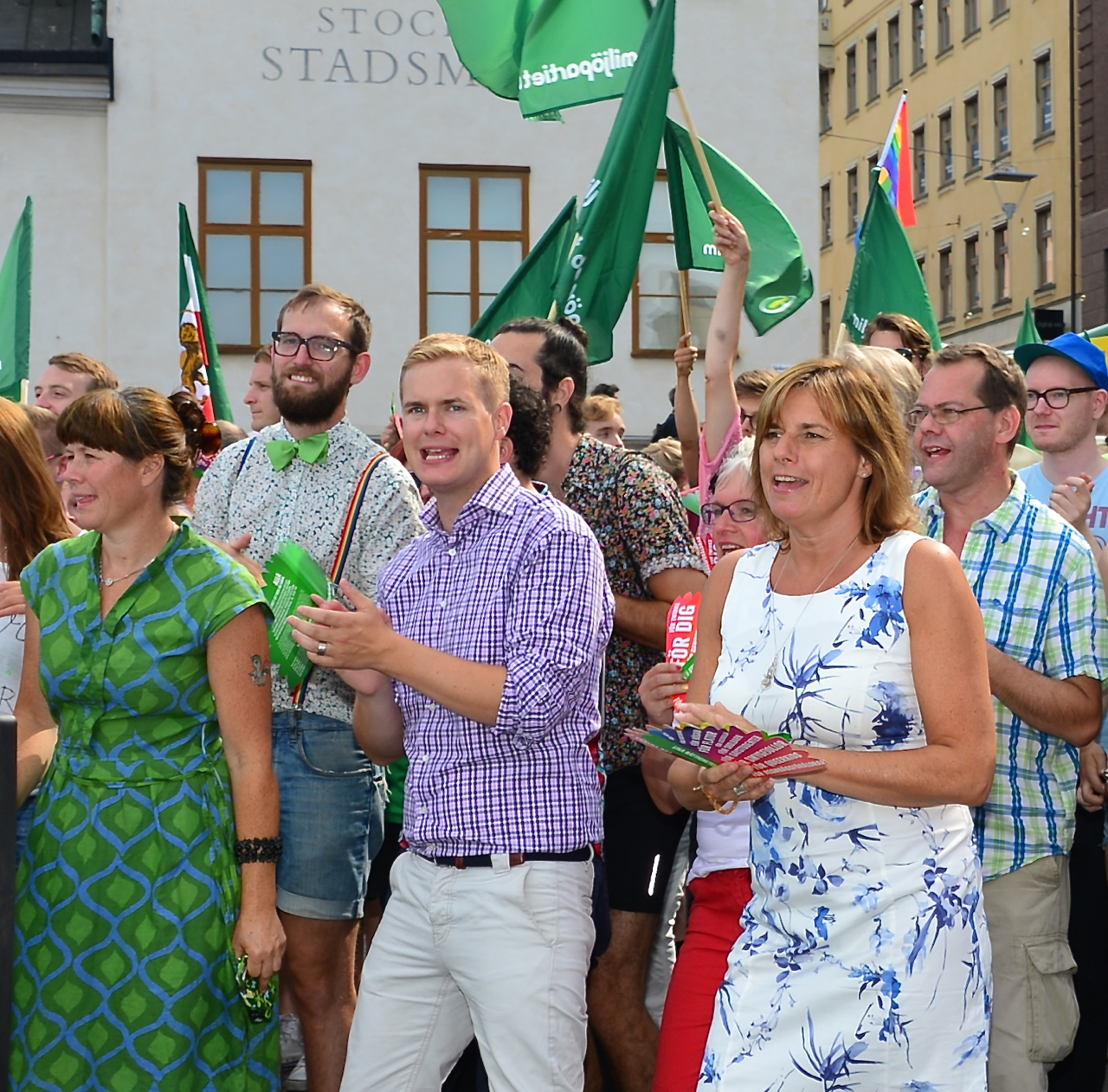
Délégation écologiste à la Gay Pride de Stockholm en 2014.

Le parti est souvent considéré comme se situant à la gauche de l'échiquier politique du fait de son alliance avec le Parti social-démocrate et le Parti de gauche au sein des Rouges-verts. Toutefois dans plusieurs municipalités le Parti de l'environnement coopère avec les partis de droite et de centre droit, et se définit lui-même comme n'étant ni de gauche, ni de droite. 
Le parti de l'environnement définit son idéologie comme basée sur une « solidarité pouvant être exprimée de trois façons : la solidarité avec les animaux, la nature, et le système écologique, la solidarité avec les générations à venir et la solidarité avec la population mondiale ». À ces trois formes de solidarités s'ajoutent ces idées fondamentales : la démocratie participative, l'écosophie, la justice sociale, les droits de l’enfant, l'économie circulaire, la justice globale, la non-violence, l'égalité sociale, le féminisme, les droits des animaux, l'autonomie et l'auto-administration, les libertés publiques, et la durabilité.
Le parti a été la première formation politique suédoise à aborder la question du changement climatique, en faisant ainsi un point central de son action politique. Aussi, la principale critique formulée par le parti à l'encontre de l'Alliance en 2010 était le « très étonnant » manque d'effort dans la lutte contre le changement climatique. Le parti soutient un changement radical de la politique fiscale, vers une forte taxation des produits et activités néfastes à l'environnement, ainsi que la fermeture de l'aéroport de Stockholm-Bromma et l'arrêt de la construction du périphérique de la capitale.
Le mouvement antinucléaire a été un facteur important dans la fondation du parti, aussi il s'oppose à la construction de tout nouveau réacteur dans le pays, ou à l'augmentation des capacités des réacteurs existants, et soutient une sortie du nucléaire. Le député Per Bolund a expliqué en 2010 que le parti "ne voulait pas fermer tous les réacteurs nucléaires aujourd'hui, mais plutôt les fermer progressivement à mesure que sont développées des nouvelles énergies renouvelables". Lors de la campagne pour les élections générales de 2014, le parti défend la fermeture de deux réacteurs dans les quatre années suivant le scrutin.
Initialement, le parti était opposé à l'appartenance de la Suède à l'Union européenne et appelait à l'organisation d'un référendum sur la question. Cette opposition au projet européen a permis au parti de récolter 17 % des suffrages exprimés lors des élections européennes de 1995. En 2006, cet élément programmatique a été enlevé du manifeste du parti en septembre 2008, à la suite d'un référendum interne au parti. Toutefois, le parti demeure opposé à l'orientation libérale actuelle de la politique de l'Union européenne. En matière d'immigration, le parti défend une politique d'ouverture et demande l'accord du droit d'asile à toute personne présente sur le sol suédois depuis au moins deux ans.

## Dirigeants

### Porte-paroles
Le parti ne possède pas de structure formelle de leadership, adoptant un système de double porte-parolat (toujours un homme et une femme comme une promotion de l’égalité des sexes). Cette position est détenue par Per Bolund, depuis 2019, et par Isabella Lövin depuis 2016. Les porte-paroles sont élus tous les ans par le congrès du parti et peuvent rester à ce poste au maximum neuf ans.

Porte-paroles féminins
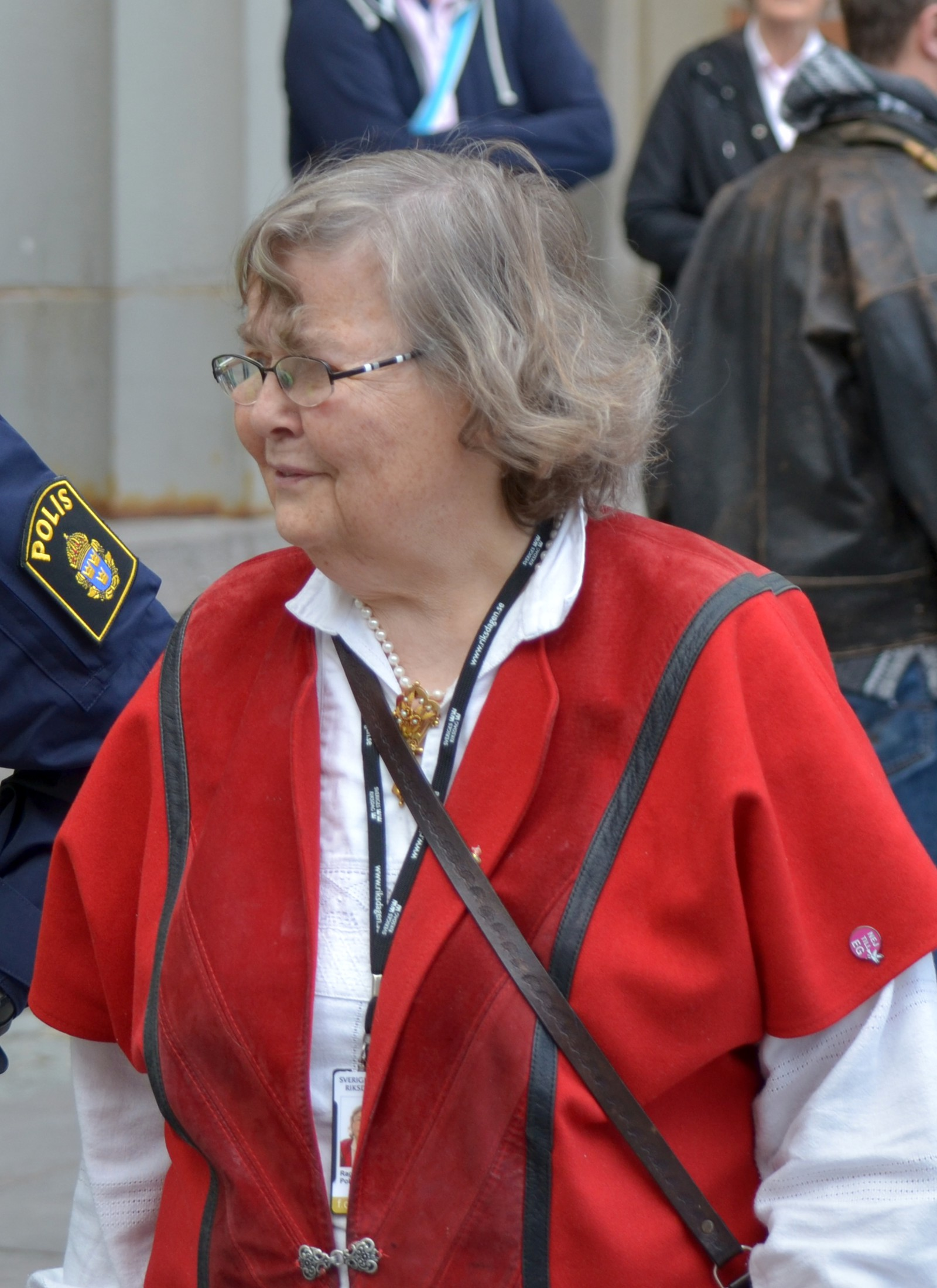
Ragnhild Pohanka (1984-1986)
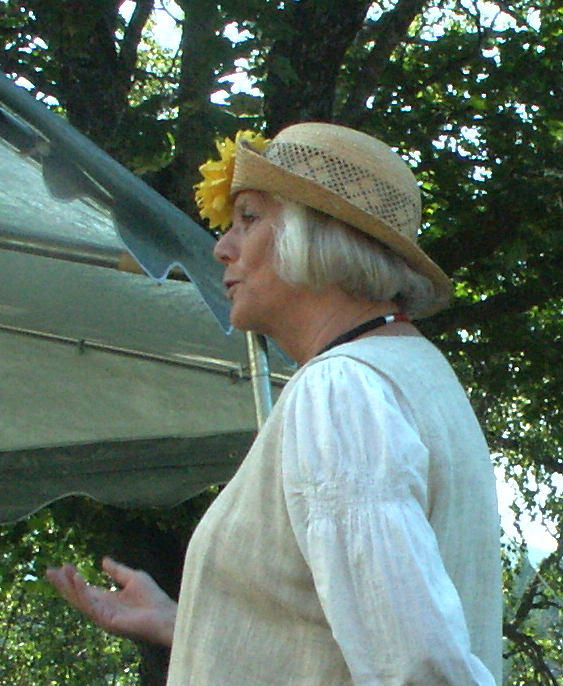
Eva Goës (1986-1988)
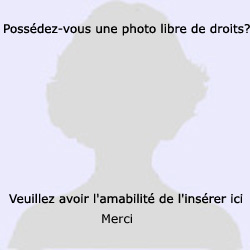
Fiona Björling (1988-1990)
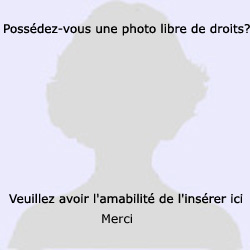
Margareta Gisselberg (1990-1991)
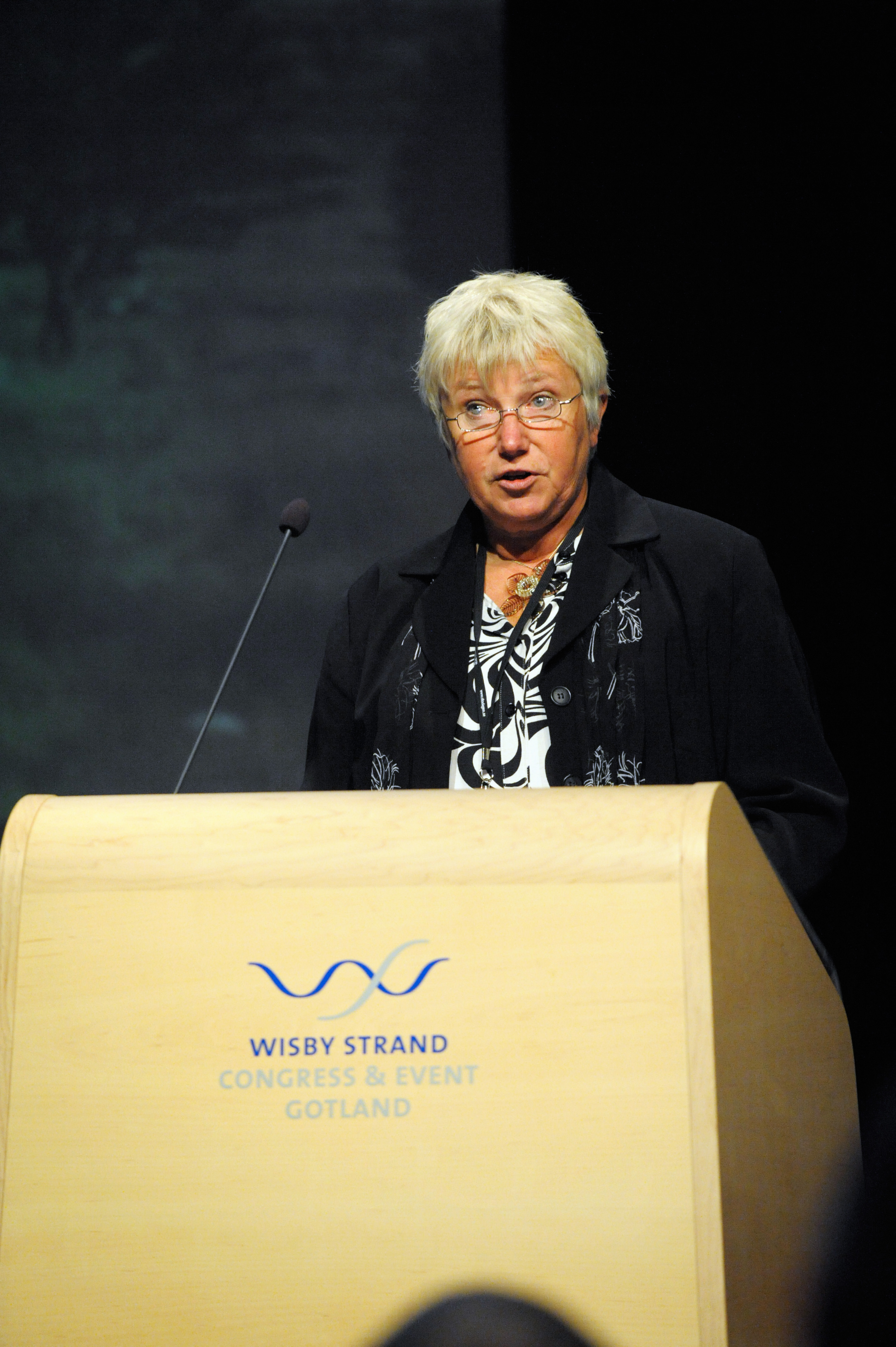
Marianne Samuelsson (1992-1999)
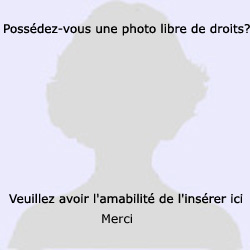
Lotta Nilsson Hedström (1999-2002)
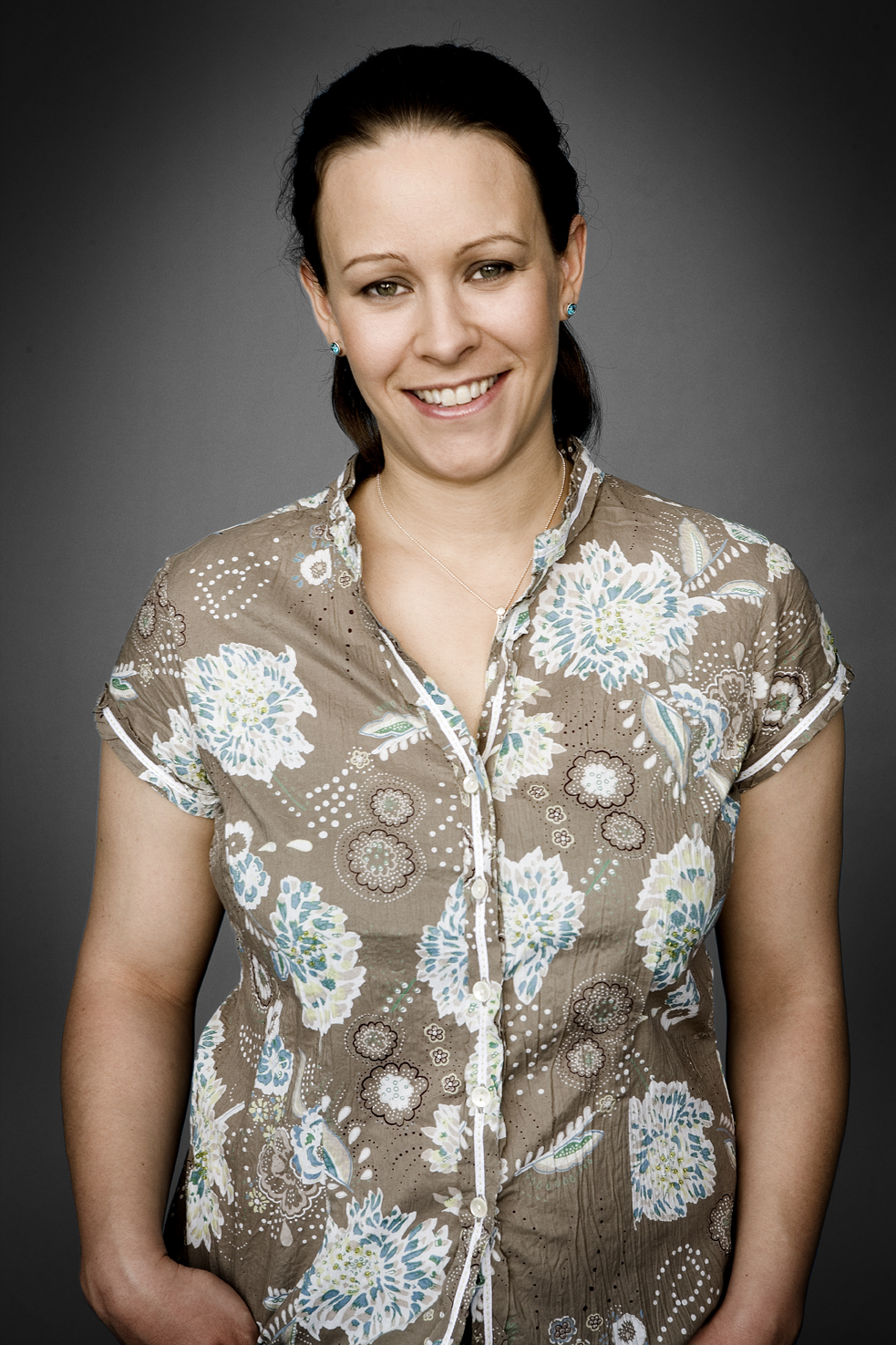
Maria Wetterstrand (2002-2011)
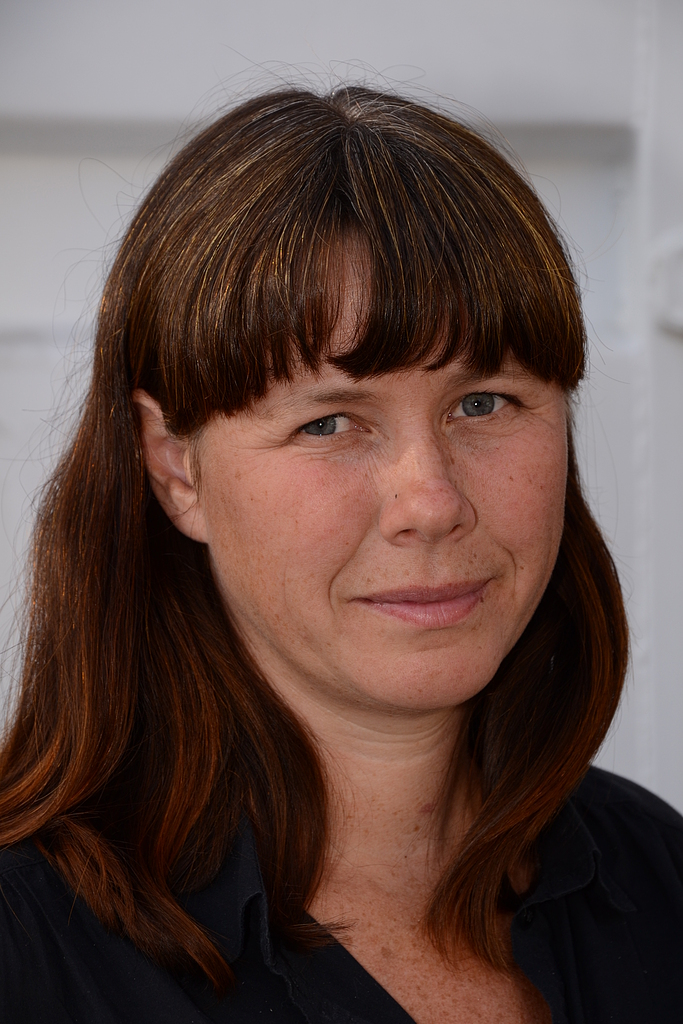
Åsa Romson (2011-2016)
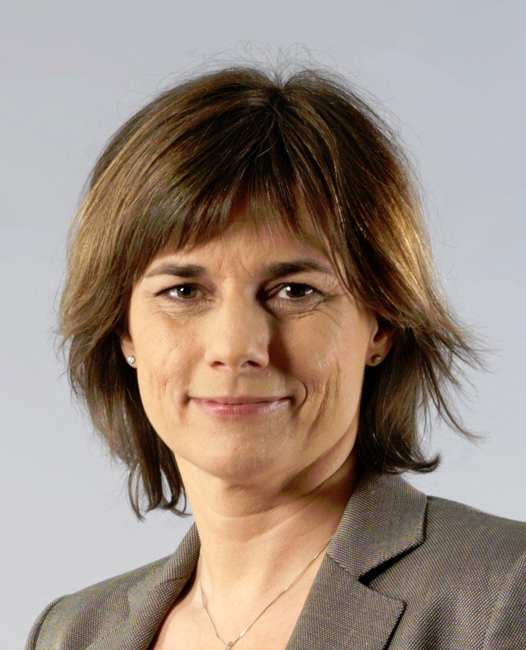
Isabella Lövin (depuis 2016)

Porte-paroles masculins
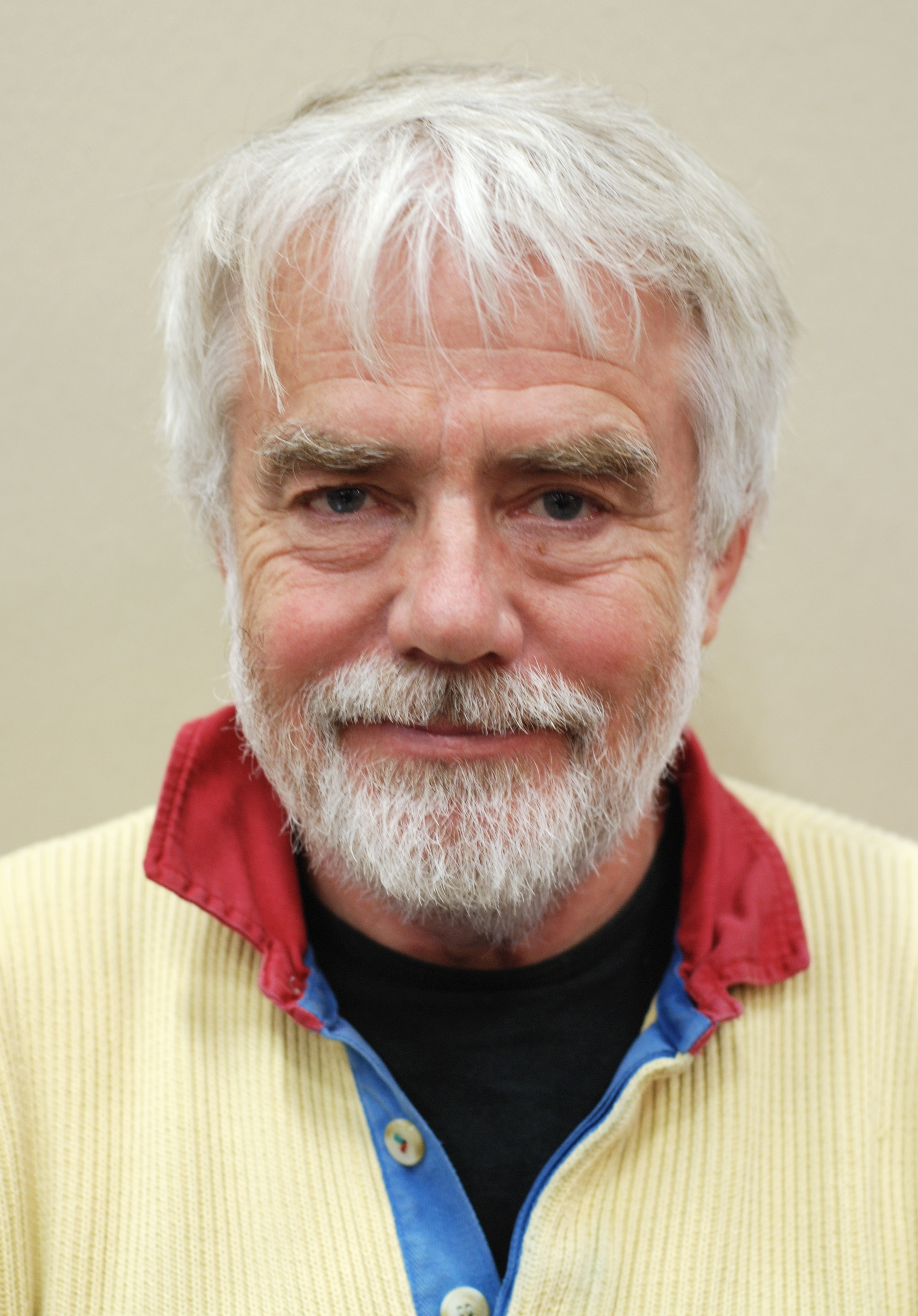
Per Gahrton (1984-1985)
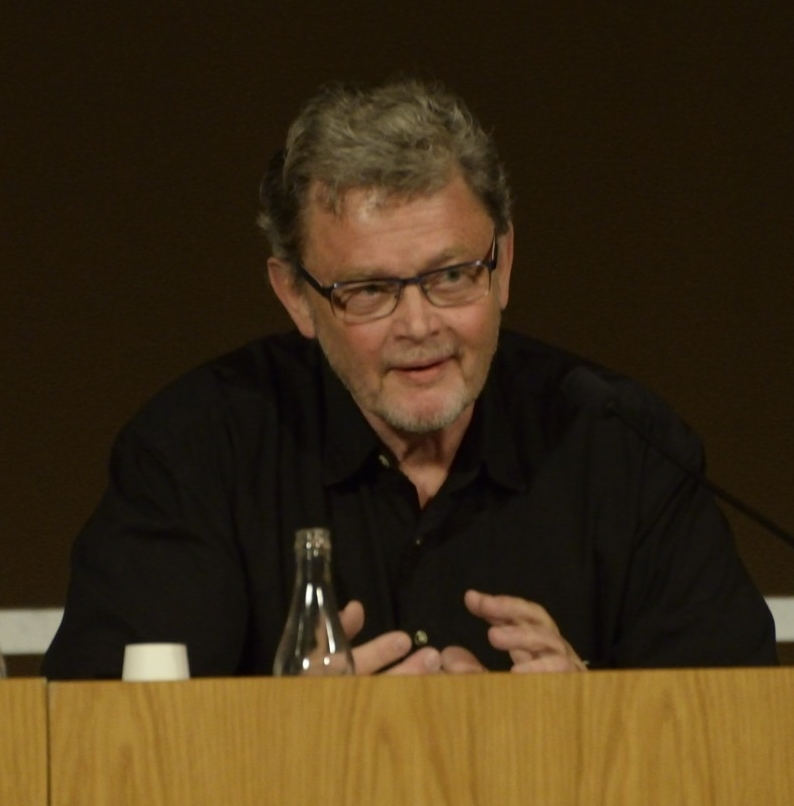
Birger Schlaug (1985-1988, 1992-2000)
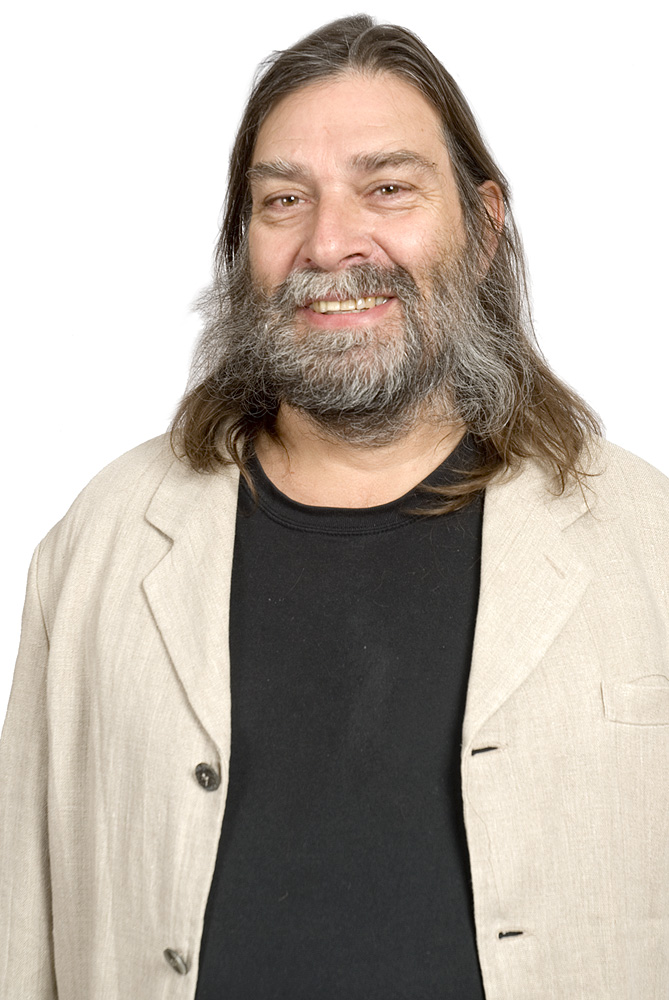
Anders Nordin (1988-1990)
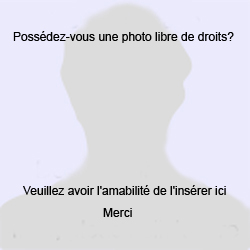

- fr=Jan Axelsson (1990-1992)
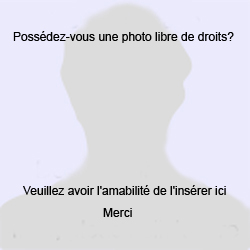
Matz Hammarström (2000-2002)
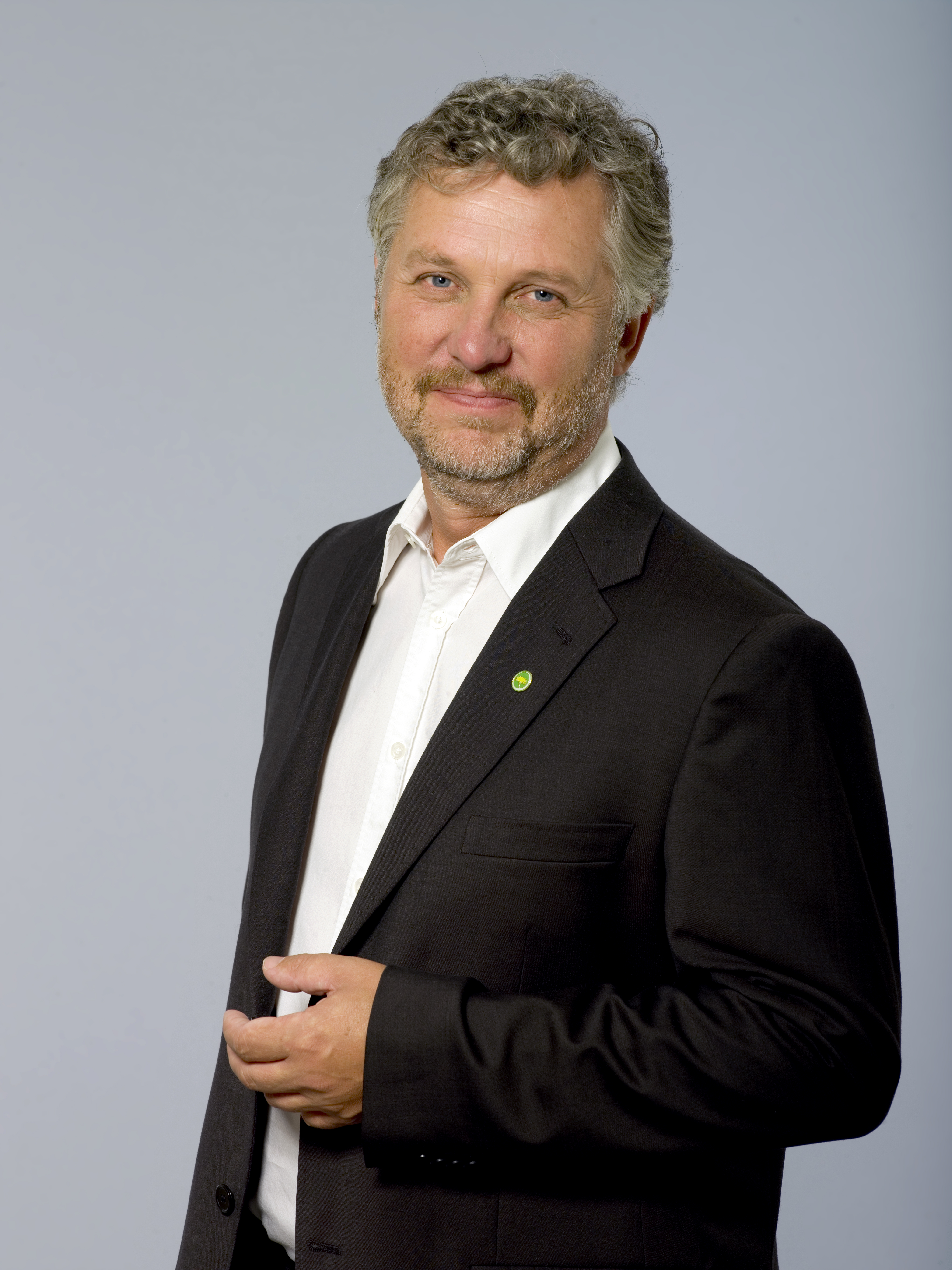
Peter Eriksson (2002-2011)
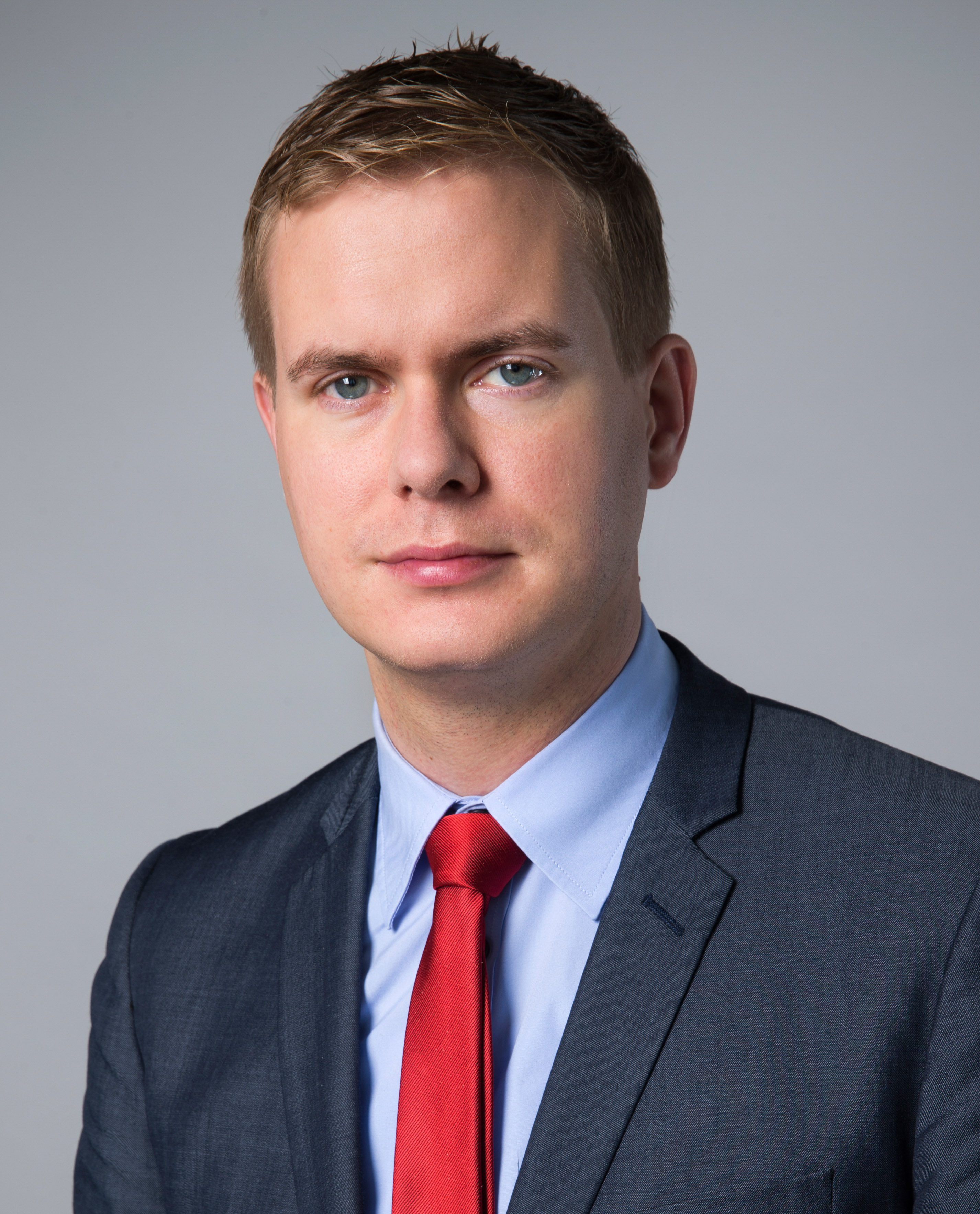
Gustav Fridolin (2011-2019)
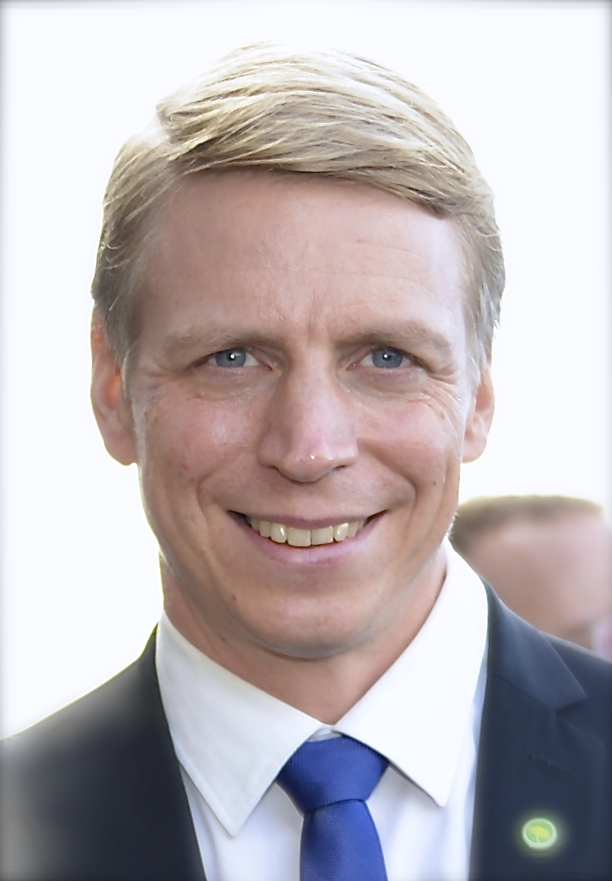
Per Bolund (depuis 2019)

### Ministres
- Åsa Romson, vice-Première ministre et Ministre du Climat et de l'Environnement (depuis 2014)
- Gustav Fridolin, ministre de l'Éducation (depuis 2014)
- Isabella Lövin, ministre de la Coopération internationale pour le développement (depuis 2014)
- Per Bolund, ministre des Marchés financiers et de la Consommation (depuis 2014)
- Alice Bah Kuhnke, ministre de la Culture et de la Démocratie (depuis 2014)
- Peter Eriksson, ministre du Logement et de la Numérisation (depuis 2016)

### Députés européens
- Linnéa Engström, depuis 2014
- Peter Eriksson, de 2014 à 2016
- Bodil Valero, depuis 2014
- Max Andersson, depuis 2014
- Alice Bah Kuhnke (depuis 2019)

## Résultats électoraux

### Élections parlementaires
| Année | Élus     | Votes   | %   | Rang | Gouvernement                    |
| ----- | -------- | ------- | --- | ---- | ------------------------------- |
| 1982  | 0 / 349  | 91 787  | 1,7 | 7e   | Opposition                      |
| 1985  | 0 / 349  | 83 645  | 1,5 | 7e   | Opposition                      |
| 1988  | 20 / 349 | 296 935 | 5,5 | 6e   | Opposition                      |
| 1991  | 0 / 349  | 185 051 | 3,4 | 8e   | Opposition                      |
| 1994  | 18 / 349 | 279 042 | 5,0 | 6e   | Opposition                      |
| 1998  | 16 / 349 | 236 699 | 4,5 | 7e   | Soutien au Gouvernement Persson |
| 2002  | 17 / 349 | 246 392 | 4,7 | 7e   | Soutien au Gouvernement Persson |
| 2006  | 19 / 349 | 291 121 | 5,2 | 7e   | Opposition                      |
| 2010  | 25 / 349 | 437 435 | 7,3 | 3e   | Opposition                      |
| 2014  | 25 / 349 | 429 275 | 6,9 | 4e   | Gouvernement Löfven             |
| 2018  | 16 / 349 | 285 899 | 4,4 | 8e   | Gouvernement Löfven             |

### Élections dans lescomtés
| Année | Élus       | Votes   | %   |
| ----- | ---------- | ------- | --- |
| 1982  | 0 / 1717   | 98 042  | 1,9 |
| 1985  | 0 / 1733   | 104 166 | 2,0 |
| 1988  | 73 / 1743  | 237 556 | 4,8 |
| 1991  | 34 / 1763  | 156 594 | 3,1 |
| 1994  | 78 / 1777  | 236 666 | 4,6 |
| 1998  | 70 / 1646  | 226 398 | 4,4 |
| 2002  | 55 / 1656  | 204 169 | 3,9 |
| 2006  | 68 / 1656  |         | 4,0 |
| 2010  | 103 / 1662 | 398 762 | 6,9 |
| 2014  | 105 / 1662 | 425 304 | 7,1 |

### Élections municipales
| Année | Élus        | Votes   | %   |
| ----- | ----------- | ------- | --- |
| 1982  | 129 / 13500 | 91 842  | 1,6 |
| 1985  | 237 / 13520 | 142 498 | 2,5 |
| 1988  | 693 / 13564 | 302 797 | 5,6 |
| 1991  | 389 / 13526 | 199 207 | 3,6 |
| 1994  | 616 / 13550 | 298 044 | 5,3 |
| 1998  | 559 / 13388 | 252 675 | 4,8 |
| 2002  | 443 / 13274 | 227 189 | 4,2 |
| 2006  |             |         |     |
| 2010  | 686 / 12978 | 418 961 | 7,1 |
| 2014  | 717 / 12978 | 464 879 | 7,7 |

### Élections européennes
| Année | Élus   | Votes   | %     | Rang | Groupe    |
| ----- | ------ | ------- | ----- | ---- | --------- |
| 1995  | 4 / 22 | 462 092 | 17,2  | 3e   | Verts     |
| 1999  | 2 / 22 | 239 946 | 9,5   | 5e   | Verts/ALE |
| 2004  | 1 / 19 | 149 603 | 6,0   | 7e   | Verts/ALE |
| 2009  | 2 / 18 | 349 114 | 11,0  | 4e   | Verts/ALE |
| 2014  | 4 / 20 | 572 591 | 15,4  | 2e   | Verts/ALE |
| 2019  | 2 / 20 | 478 258 | 11,5  | 4e   | Verts/ALE |
| 2024  | 3 / 21 | 581 322 | 13,85 | 3e   | Verts/ALE |